# 이상호 (1938년)
이상호(李相浩)는 제13대 대한민국 병무청장이다.  
1998년 3월 9일 ~ 1999년 5월 25일까지 제13대 대한민국 병무청장으로 재직하였다.  